# Petit Le Mans 2002
Navigation
Édition précédente Édition suivante
5e édition de l'épreuve, le Petit Le Mans a été remporté le 12 octobre 2002 par l'Audi R8 N°2 de Tom Kristensen et Rinaldo Capello.

## Résultats
Voici le classement officiel au terme de la course.
- Les vainqueurs de chaque catégorie sont signalés par un fond jauni.
- Pour la colonne Pneus, il faut passer le curseur au-dessus du modèle pour connaître le manufacturier de pneumatiques.

| Pos    | Cat    | n° | Équipe                                   | Pilotes                                                 | Châssis                           | Pneus | Tours |
| Pos    | Cat    | n° | Équipe                                   | Pilotes                                                 | Moteur                            | Pneus | Tours |
| ------ | ------ | -- | ---------------------------------------- | ------------------------------------------------------- | --------------------------------- | ----- | ----- |
| 1      | LMP900 | 2  | Audi Sport North America                 | Tom Kristensen Rinaldo Capello                          | Audi R8                           | M     | 394   |
| 1      | LMP900 | 2  | Audi Sport North America                 | Tom Kristensen Rinaldo Capello                          | Audi 3.6 L Turbo V8               | M     | 394   |
| 2      | LMP900 | 38 | Champion Racing                          | Johnny Herbert Stefan Johansson                         | Audi R8                           | M     | 394   |
| 2      | LMP900 | 38 | Champion Racing                          | Johnny Herbert Stefan Johansson                         | Audi 3.6 L Turbo V8               | M     | 394   |
| 3      | LMP900 | 8  | Team Cadillac                            | Max Angelelli JJ Lehto                                  | Cadillac Northstar LMP-02         | M     | 390   |
| 3      | LMP900 | 8  | Team Cadillac                            | Max Angelelli JJ Lehto                                  | Cadillac Northstar 4.0 L Turbo V8 | M     | 390   |
| 4      | LMP900 | 7  | Team Cadillac                            | Emmanuel Collard Éric Bernard                           | Cadillac Northstar LMP-02         | M     | 389   |
| 4      | LMP900 | 7  | Team Cadillac                            | Emmanuel Collard Éric Bernard                           | Cadillac Northstar 4.0 L Turbo V8 | M     | 389   |
| 5      | LMP900 | 51 | Panoz Motor Sports                       | Bryan Herta Bill Auberlen Gunnar Jeannette              | Panoz LMP01 Evo                   | M     | 380   |
| 5      | LMP900 | 51 | Panoz Motor Sports                       | Bryan Herta Bill Auberlen Gunnar Jeannette              | Élan 6L8 6.0 L V8                 | M     | 380   |
| 6      | LMP900 | 1  | Audi Sport North America                 | Emanuele Pirro Frank Biela                              | Audi R8                           | M     | 376   |
| 6      | LMP900 | 1  | Audi Sport North America                 | Emanuele Pirro Frank Biela                              | Audi 3.6 L Turbo V8               | M     | 376   |
| 7      | LMP900 | 50 | Panoz Motor Sports                       | David Brabham Jan Magnussen David Donohue               | Panoz LMP01 Evo                   | M     | 372   |
| 7      | LMP900 | 50 | Panoz Motor Sports                       | David Brabham Jan Magnussen David Donohue               | Élan 6L8 6.0 L V8                 | M     | 372   |
| 8      | LMP675 | 37 | Intersport                               | Jon Field Mike Durand Duncan Dayton                     | MG-Lola EX257                     | G     | 366   |
| 8      | LMP675 | 37 | Intersport                               | Jon Field Mike Durand Duncan Dayton                     | MG (AER) XP20 2.0 L Turbo I4      | G     | 366   |
| 9      | GTS    | 3  | Corvette Racing                          | Ron Fellows Johnny O'Connell Oliver Gavin               | Chevrolet Corvette C5-R           | G     | 362   |
| 9      | GTS    | 3  | Corvette Racing                          | Ron Fellows Johnny O'Connell Oliver Gavin               | Chevrolet 7.0 L V8                | G     | 362   |
| 10     | GTS    | 33 | Prodrive                                 | Tomáš Enge Peter Kox Alain Menu                         | Ferrari 550-GTS Maranello         | M     | 361   |
| 10     | GTS    | 33 | Prodrive                                 | Tomáš Enge Peter Kox Alain Menu                         | Ferrari 5.9 L V12                 | M     | 361   |
| 11     | GTS    | 4  | Corvette Racing                          | Andy Pilgrim Kelly Collins Franck Fréon                 | Chevrolet Corvette C5-R           | G     | 357   |
| 11     | GTS    | 4  | Corvette Racing                          | Andy Pilgrim Kelly Collins Franck Fréon                 | Chevrolet 7.0 L V8                | G     | 357   |
| 12     | LMP675 | 13 | Archangel Motorsport Services            | Ben Devlin Jason Workman Georges Forgeois               | Lola B2K/40                       | D     | 351   |
| 12     | LMP675 | 13 | Archangel Motorsport Services            | Ben Devlin Jason Workman Georges Forgeois               | Ford (Millington) 2.0 L Turbo I4  | D     | 351   |
| 13     | GTS    | 0  | Team Olive Garden                        | Mimmo Schiattarella Emanuele Naspetti Max Papis         | Ferrari 550 Maranello             | M     | 351   |
| 13     | GTS    | 0  | Team Olive Garden                        | Mimmo Schiattarella Emanuele Naspetti Max Papis         | Ferrari 6.0 L V12                 | M     | 351   |
| 14     | GT     | 23 | Alex Job Racing                          | Sascha Maassen Lucas Luhr                               | Porsche 911 GT3-RS                | M     | 348   |
| 14     | GT     | 23 | Alex Job Racing                          | Sascha Maassen Lucas Luhr                               | Porsche 3.6 L Flat-6              | M     | 348   |
| 15     | GT     | 31 | Petersen Motorsports                     | Randy Pobst Johnny Mowlem                               | Porsche 911 GT3-RS                | Y     | 346   |
| 15     | GT     | 31 | Petersen Motorsports                     | Randy Pobst Johnny Mowlem                               | Porsche 3.6 L Flat-6              | Y     | 346   |
| 16     | GT     | 35 | Risi Competizione                        | Anthony Lazzaro Ralf Kelleners                          | Ferrari 360 Modena GT             | P     | 344   |
| 16     | GT     | 35 | Risi Competizione                        | Anthony Lazzaro Ralf Kelleners                          | Ferrari 3.6 L V8                  | P     | 344   |
| 17     | GT     | 43 | Orbit                                    | Leo Hindery Peter Baron Tony Kester                     | Porsche 911 GT3-RS                | M     | 341   |
| 17     | GT     | 43 | Orbit                                    | Leo Hindery Peter Baron Tony Kester                     | Porsche 3.6 L Flat-6              | M     | 341   |
| 18     | GTS    | 25 | Konrad Motorsport                        | Sean Murphy Charles Slater Jean-François Yvon           | Saleen S7-R                       | P     | 332   |
| 18     | GTS    | 25 | Konrad Motorsport                        | Sean Murphy Charles Slater Jean-François Yvon           | Ford 7.0 L V8                     | P     | 332   |
| 19     | GT     | 66 | The Racer's Group                        | Kevin Buckler Brian Cunningham Michael Schrom           | Porsche 911 GT3-RS                | M     | 331   |
| 19     | GT     | 66 | The Racer's Group                        | Kevin Buckler Brian Cunningham Michael Schrom           | Porsche 3.6 L Flat-6              | M     | 331   |
| 20     | LMP900 | 87 | Sezio Florida Racing Team                | Jeret Schroeder John Mirro Patrice Roussel              | Norma M2000                       | G     | 330   |
| 20     | LMP900 | 87 | Sezio Florida Racing Team                | Jeret Schroeder John Mirro Patrice Roussel              | Ford (Kinetic) 6.0 L V8           | G     | 330   |
| 21     | GT     | 60 | P.K. Sport                               | Joe Foster Philipp Peter Giovanni Anapoli               | Porsche 911 GT3-R                 | P     | 330   |
| 21     | GT     | 60 | P.K. Sport                               | Joe Foster Philipp Peter Giovanni Anapoli               | Porsche 3.6 L Flat-6              | P     | 330   |
| 22     | GT     | 52 | Seikel Motorsport                        | Philip Collin Grady Willingham Tony Burgess             | Porsche 911 GT3-RS                | Y     | 327   |
| 22     | GT     | 52 | Seikel Motorsport                        | Philip Collin Grady Willingham Tony Burgess             | Porsche 3.6 L Flat-6              | Y     | 327   |
| 23     | GT     | 40 | Alegra Motorsports                       | Scooter Gabel Carlos DeQuesada Boris Said               | BMW M3                            | Y     | 327   |
| 23     | GT     | 40 | Alegra Motorsports                       | Scooter Gabel Carlos DeQuesada Boris Said               | BMW 3.2 L I6                      | Y     | 327   |
| 24     | GT     | 98 | Cirtek Motorsport                        | Stéphane Ortelli Christophe Bouchut                     | Porsche 911 GT3-R                 | D     | 325   |
| 24     | GT     | 98 | Cirtek Motorsport                        | Stéphane Ortelli Christophe Bouchut                     | Porsche 3.6 L Flat-6              | D     | 325   |
| 25     | GTS    | 26 | Konrad Motorsport                        | Franz Konrad Terry Borcheller Toni Seiler               | Saleen S7-R                       | P     | 320   |
| 25     | GTS    | 26 | Konrad Motorsport                        | Franz Konrad Terry Borcheller Toni Seiler               | Ford 7.0 L V8                     | P     | 320   |
| 26     | GT     | 42 | Orbit                                    | Joe Policastro, Sr. Joe Policastro, Jr. Gary Schultheis | Porsche 911 GT3-RS                | M     | 317   |
| 26     | GT     | 42 | Orbit                                    | Joe Policastro, Sr. Joe Policastro, Jr. Gary Schultheis | Porsche 3.6 L Flat-6              | M     | 317   |
| 27     | GT     | 21 | Perspective USA Corporation              | Thierry Perrier Boris Derichebourg Angelo Barretto      | Porsche 911 GT3-R                 | D     | 315   |
| 27     | GT     | 21 | Perspective USA Corporation              | Thierry Perrier Boris Derichebourg Angelo Barretto      | Porsche 3.6 L Flat-6              | D     | 315   |
| 28 Abd | GTS    | 45 | American Viperacing                      | Marino Franchitti Mike Hezemans Fabio Babini            | Dodge Viper GTS-R                 | P     | 296   |
| 28 Abd | GTS    | 45 | American Viperacing                      | Marino Franchitti Mike Hezemans Fabio Babini            | Dodge 8.0 L V10                   | P     | 296   |
| 29     | LMP675 | 55 | Team Bucknum Racing                      | John Olsen Melanie Paterson Pierre Ehret                | Pilbeam (en) MP84                 | A     | 273   |
| 29     | LMP675 | 55 | Team Bucknum Racing                      | John Olsen Melanie Paterson Pierre Ehret                | Nissan (AER) VQL 3.0 L V6         | A     | 273   |
| 30     | LMP675 | 11 | KnightHawk Racing                        | Andy Lally Chad Block                                   | MG-Lola EX257                     | A     | 254   |
| 30     | LMP675 | 11 | KnightHawk Racing                        | Andy Lally Chad Block                                   | MG (AER) XP20 2.0 L Turbo I4      | A     | 254   |
| 31 Abd | LMP675 | 56 | Team Bucknum Racing                      | Jeff Bucknum Chris McMurry Bryan Willman                | Pilbeam (en) MP84                 | A     | 248   |
| 31 Abd | LMP675 | 56 | Team Bucknum Racing                      | Jeff Bucknum Chris McMurry Bryan Willman                | Nissan (AER) VQL 3.4 L V6         | A     | 248   |
| 32 Abd | LMP900 | 36 | Riley & Scott Racing Jim Matthews Racing | Tony Ave Marc Goossens                                  | Riley & Scott Mk III C            | D     | 246   |
| 32 Abd | LMP900 | 36 | Riley & Scott Racing Jim Matthews Racing | Tony Ave Marc Goossens                                  | Élan 6L8 6.0 L V8                 | D     | 246   |
| 33     | GT     | 29 | Sebah Automotive                         | Jürgen von Gartzen Richard Dean Bart Hayden             | Porsche 911 GT3-R                 | P     | 244   |
| 33     | GT     | 29 | Sebah Automotive                         | Jürgen von Gartzen Richard Dean Bart Hayden             | Porsche 3.6 L Flat-6              | P     | 244   |
| 34 Abd | GTS    | 83 | Graham Nash Motorsport                   | Vic Rice Shaun Balfe Mike Newton                        | Saleen S7-R                       | P     | 221   |
| 34 Abd | GTS    | 83 | Graham Nash Motorsport                   | Vic Rice Shaun Balfe Mike Newton                        | Ford 7.0 L V8                     | P     | 221   |
| 35     | LMP900 | 27 | Chamberlain                              | Christian Vann Milka Duno Xavier Pompidou               | Dome S101                         | G     | 213   |
| 35     | LMP900 | 27 | Chamberlain                              | Christian Vann Milka Duno Xavier Pompidou               | Judd GV4 4.0 L V10                | G     | 213   |
| 36 Abd | LMP675 | 74 | Archangel Motorsports                    | John Mefford Andrew Davis Earl Goddard                  | Reynard 01Q                       | D     | 190   |
| 36 Abd | LMP675 | 74 | Archangel Motorsports                    | John Mefford Andrew Davis Earl Goddard                  | Ford (Nicholson-McLaren) 3.3 L V8 | D     | 190   |
| 37 Abd | GT     | 34 | XL Racing                                | Craig Stanton Hugh Plumb Gilles Vannelet                | Ferrari 550 Maranello             | Y     | 171   |
| 37 Abd | GT     | 34 | XL Racing                                | Craig Stanton Hugh Plumb Gilles Vannelet                | Ferrari 5.5 L V12                 | Y     | 171   |
| 38 Abd | GT     | 22 | Alex Job Racing                          | Timo Bernhard Jörg Bergmeister Marc Lieb                | Porsche 911 GT3-RS                | M     | 159   |
| 38 Abd | GT     | 22 | Alex Job Racing                          | Timo Bernhard Jörg Bergmeister Marc Lieb                | Porsche 3.6 L Flat-6              | M     | 159   |
| 39 Abd | LMP675 | 16 | Dyson Racing Team                        | Butch Leitzinger James Weaver Andy Wallace              | MG-Lola EX257                     | G     | 152   |
| 39 Abd | LMP675 | 16 | Dyson Racing Team                        | Butch Leitzinger James Weaver Andy Wallace              | MG (AER) XP20 2.0 L Turbo I4      | G     | 152   |
| 40 Abd | LMP675 | 24 | AutoExe Motorsports                      | Jim Downing Yojiro Terada Stéphane Daoudi               | AutoExe (WR) LMP-02               | D     | 142   |
| 40 Abd | LMP675 | 24 | AutoExe Motorsports                      | Jim Downing Yojiro Terada Stéphane Daoudi               | Mazda R26B 2.6 L 4-Rotor          | D     | 142   |
| 41 Abd | LMP675 | 15 | R.N. Motorsport                          | John Nielsen Casper Elgaard                             | Reynard 02S                       | D     | 133   |
| 41 Abd | LMP675 | 15 | R.N. Motorsport                          | John Nielsen Casper Elgaard                             | Zytek ZG348 3.4 L V8              | D     | 133   |
| 42 Abd | GT     | 10 | Alegra Motorsports                       | Chris Gleason Emil Assentato Nick Longhi                | BMW M3                            | Y     | 118   |
| 42 Abd | GT     | 10 | Alegra Motorsports                       | Chris Gleason Emil Assentato Nick Longhi                | BMW 3.2 L I6                      | Y     | 118   |
| 43 Abd | LMP900 | 30 | Intersport                               | Clint Field Mike Neuhaus John Miller                    | Lola B2K/10B                      | G     | 116   |
| 43 Abd | LMP900 | 30 | Intersport                               | Clint Field Mike Neuhaus John Miller                    | Judd GV4 4.0 L V10                | G     | 116   |
| 44 Abd | GT     | 79 | J-3 Racing                               | Justin Jackson Mike Fitzgerald Chris McMurry            | Porsche 911 GT3-RS                | P     | 37    |
| 44 Abd | GT     | 79 | J-3 Racing                               | Justin Jackson Mike Fitzgerald Chris McMurry            | Porsche 3.6 L Flat-6              | P     | 37    |
| 45 Abd | LMP675 | 62 | Team Spencer Motorsports                 | Rich Grupp Ryan Hampton Dennis Spencer                  | Lola B2K/42                       | A     | 29    |
| 45 Abd | LMP675 | 62 | Team Spencer Motorsports                 | Rich Grupp Ryan Hampton Dennis Spencer                  | Mazda 1.3 L 2-Rotor               | A     | 29    |
| 46 Abd | GTS    | 44 | American Viperacing                      | Marc Buntin Tom Weickardt Jean-Philippe Belloc          | Dodge Viper GTS-R                 | P     | 20    |
| 46 Abd | GTS    | 44 | American Viperacing                      | Marc Buntin Tom Weickardt Jean-Philippe Belloc          | Dodge 8.0 L V10                   | P     | 20    |
| 47 Abd | GT     | 61 | P.K. Sport                               | Piers Masarati Robin Liddell Gavin Pickering            | Porsche 911 GT3-RS                | P     | 10    |
| 47 Abd | GT     | 61 | P.K. Sport                               | Piers Masarati Robin Liddell Gavin Pickering            | Porsche 3.6 L Flat-6              | P     | 10    |
| Np     | GTS    | 84 | Graham Nash Motorsport                   | Thomas Erdos Robin Liddell Rob Barff                    | Saleen S7-R                       | P     | -     |
| Np     | GTS    | 84 | Graham Nash Motorsport                   | Thomas Erdos Robin Liddell Rob Barff                    | Ford 7.0 L V8                     | P     | -     |

## Statistiques
- Pole Position - #1 Audi Sport North America - 1:12.343
- Tour le plus rapide - #1 Audi Sport North America - 1:11.877